# Александров Олександр Павлович
Олекса́ндр Па́влович Алекса́ндров (*20 лютого 1943) — радянський космонавт, двічі Герой Радянського Союзу, бортінженер космічних кораблів «Союз Т-9» та «Союз ТМ-3», орбітальних комплексів «Салют-7» та «Мир», льотчик-космонавт СРСР (№ 54). Здійснив два космічні польоти.